# Kabinetsraad (Nederland)
De kabinetsraad is een vergadering van de voltallige Nederlandse regering en wordt voorgezeten door de koning. Voor het ontstaan van de ministerraad in 1842 was de kabinetsraad de vergadering waarin de ministers onderling en met de koning overleg voerden.
Er vindt tegenwoordig nog maar zelden een kabinetsraad plaats. De reden hiervoor is dat macht van de koning naar zijn ministers (en de minister-president in het bijzonder) verschoven is en er tegenwoordig een wekelijks gesprek tussen de koning en minister-president plaatsvindt. Sinds de grondwetsherziening van 1848, die de macht van de koning naar de ministers verschoof, vinden kabinetsraden in het geheim plaats, omdat het ongepast is om meningsverschillen tussen de Kroon en de ministerraad publiek te maken.
In België is het woord 'kabinetsraad' een synoniem voor ministerraad.

## Geschiedenis
De eerste grondwetten (van 1814 en 1815) onder Willem I kenden een grote macht aan de koning en relatief weinig macht aan het parlement. Daarbij waren de ministers dienaren van de Koning en waren ze verantwoording aan hem verschuldigd. Aanwezigen bij de kabinetsraden waren naast gewone ministers ook ministers van staat en de algemeen secretaris van staat. Soms verving de vicevoorzitter van de Raad van State de Koning als voorzitter van de kabinetsraad in zijn afwezigheid.

### Willem I
In 1813 riep soeverein vorst Willem de eerste kabinetsraad bijeen, waarbij hij met zijn ministers vergaderde. Een van de belangrijkste onderwerpen was het opstellen van een nieuwe grondwet, die in 1814 tot stand kwam. Onder Willem I (na de totstandkoming van het Koninkrijk der Nederlanden in 1815) had de kabinetsraad vooral een adviserende rol, waarbij de kabinetsraad de koning adviseerde. De koning was destijds zelf verantwoordelijk voor het beleid, en ministers waren niets anders dan ambtenaren die de leiding over een departement hadden.
In 1823 werd een reglement van orde voor de kabinetsraad opgesteld.

### Willem II
Onder koning Willem II veranderde de betekenis van de kabinetsraad. Na de afscheiding van België in 1830/1839 werd de grondwet herzien. Hierin werd de ministeriële verantwoordelijkheid opgenomen, dat bepaalde dat de ministers mede verantwoordelijk waren voor het uitgevoerde beleid. Daarom werd de contraseign ingevoerd, die inhield dat ministers voortaan moesten instemmen met koninklijke besluiten. Hierdoor gingen zij vaker vergaderen, ook zonder aanwezigheid van de koning.
In 1842 werd er een reglement van orde voor de ministerraad vastgesteld, die nu wekelijks op woensdag vergaderde. Niettemin had de koning nog steeds veel macht en was zijn goedkeuring voor veel besluiten nodig. Wel konden ministers gezamenlijk of bij meerderheid adviezen aan de koning uitbrengen.
De kabinetsraad (met koning) en de ministerraad (zonder koning) stonden tussen 1842 en 1849 min of meer op gelijke voet. Op 17 maart 1848 kondigde koning Willem II in de kabinetsraad aan dat er een staatscommissie zou worden ingesteld dat grondwetsherziening van 1848 zou moeten voorbereiden.

### Willem III
Nadat de grondwetswijziging in 1848 tot stand komt, overlijdt koning Willem II in 1849. Zijn zoon en opvolger, Willem III was geen voorstander van de nieuwe grondwet. Als kroonprins had hij zich al tegen de grondwetswijziging uitgesproken, omdat die de koninklijke macht drastisch beperkte. In de eerste jaren van zijn koningschap gaan de kabinetsraden vooral over de precieze invulling en interpretatie van de nieuwe grondwet en dan vooral om de rolverdeling tussen de koning en de ministers. Tussen 1849 en 1851 kwamen koning Willem III en de ministers een paar keer bijeen in een kabinetsraad om meningsverschillen tussen de koning enerzijds en ministers anderzijds te bespreken.
Daarna kwamen koning Willem III en zijn ministers alsnog een paar keer in het geheim bijeen, waaronder in 1853 en 1870.

### Wilhelmina
Koningin Wilhelmina riep de kabinetsraad twee maal in het geheim bijeen. In 1904 kwam de kabinetsraad bijeen om een waarschuwing voor een dreigende buitenlandse oorlog, waarin ook Nederland betrokken kon raken, te bespreken.
Op 24 november 1906 leidde de koningin een kabinetsraad, waarin zij kritiek uitte op de plannen van het kabinet-De Meester om te bezuinigen op defensie. De begroting van het ministerie van Oorlog voor 1907 werd uiteindelijk door de Tweede Kamer verworpen. Daarna diende het kabinet zijn ontslag in. Hoewel het kabinet gelijmd kon worden, werd ook de begroting van het ministerie van Oorlog voor 1908 verworpen. Dat betekende het einde voor het kabinet-De Meester.
Na het uitbreken van de Tweede Wereldoorlog, vluchtte de Nederlandse regering uit Nederland. Toen op 15 mei 1940 het Nederlandse leger (met uitzondering van de provincie Zeeland en de Nederlandse koloniën) capituleerde aan Duitsland, vond er in Londen een kabinetsraad plaats. In de middag van 15 mei kwamen koningin Wilhelmina en haar ministers bijeen in Buckingham Palace. Koning George VI van het Verenigd Koninkrijk vond het een gedenkwaardig moment dat een gevluchte regering van een bevriend land in zijn paleis vergaderde.